# Richard Glücks
 Richard Glücks (?·pàg.) (Odenkirchen, actualment part de Mönchengladbach, Alemanya; 22 d'abril de 1889 - Flensburg, Alemanya; 10 de maig de 1945) va ser un general alemany pertanyent a les SS nazis. Va tenir una participació important en l'Holocaust jueu de la Segona Guerra Mundial.
Glücks va viure a l'Argentina pocs anys abans de la Primera Guerra Mundial. En iniciar-se aquesta torna a Alemanya en un vaixell de bandera belga travessant punts de control britànics i s'incorpora a l'exèrcit on va obtenir la Creu de Ferro de Primera i Segona Classe i la Creu de Mèrit de Primera i Segona classe amb espases. Va estar destacat com a Oficial dd'artilleria durant tota la guerra. En finalitzar aquesta, va ser oficial en una comissió d'Enllaç per l'Armistici. S'incorpora a un Cos franc (Freikorps), organització paramilitar per lluitar contra els comunistes a Alemanya. Treballava com a oficinista quan Adolf Hitler pren el poder el 1933.
Va ingressar a les SS amb el número de fitxa 58.706 i al Partit Nazi amb el número 214.855.

## Participació en l'Holocaust
Cap de la Secció "Amtsgruppe D" a l'Oficina Central d'Administració i Economia (Wirtschafts-Verwaltungshauptamt) o WVHA (per les seves sigles en alemany) de les SS; comandant dels camps de concentració després de la mort de Theodor Eicke; va rebre el grau d'SS Gruppenführer (General de Divisió) i el de Tinent General de les Waffen SS, el 9 de novembre de 1943.

## Promocions assolides a les SS
- SS-Anwärter: 1932.11.16; (Candidat)
- SS-Mann: 1933.03.25; (Soldat)
- SS-Scharführer.: 1933.06.10;
- SS-Otruf.: 1933.07.26;
- SS-Untersturmführer.: 1933.10.25 (amb antiguitat del 1933.11.09); sotstinent
- SS-Obersturmführer.: 1934.07.02 (amb antiguitat del 1934.01.30); tinent
- SS-Hauptsturmführer.: 1934.02.28 (amb antigeudad del 1934.03.15); capità
- SS-Sturmbannführer.: 1934.05.28 (amb antigeudad del 1934.12.05); major
- SS-Obersturmbannführer.: 1934.11.14 (amb antiguitat del 1934.11.09); tinent Coronel
- SS-Stubaf.d.SS-Totenkopf-Verbände: 1936.01.04;
- SS-Ostubaf.d.SS-Totenkopf-Verbände: 1936.04.01;
- SS-Standartenführer.: 1936.09.13; coronel
- SS-Oberführer.: 1937.12.09; general
- SS-Brigadeführer. U.GenMaj.d.WSS: 1941.04.20; General de Brigada
- SS-Gruppenführer. U.GenLtn.d.WSS: 1943.11.09; General de Divisió

## La fi
El 16 d'abril de 1945, les oficines de la WVHS a Oranienburg resultaren destruïdes per un bombardeig aliat. La seu va ser transferida llavors a la ciutat de Born a la Costa Bàltica, aquest mateix dia Glücks i la seva dona van viatjar amb un cotxe conduït per un xofer cap al camp de concentració de Ravensbrück. El 26 d'abril s'instal·len a Born, però el 30 d'abril davant l'avanç de l'Exèrcit Roig, es muden cap a Warnemünde.
El 2 de maig, un comboi d'oficials de la WVHA es mobilitza cap a Flensburg comandats per Glücks. Aquella mateixa nit arriben a Friedrichshöh; Glücks i la seva dona pernocten a la residència de la Sra Stöhr, al número 25, de la Friedrichshöh. El 3 de maig de 1945, alguns membres del grup es van mobilitzar cap a l'Escola de Marina de Guerra a Mürwik; Glücks i la seva dona no són esmentats en aquest grup, raó per la qual cosa es desconeix el seu parador exacte fins a la data, però es coneix que es va reunir amb Heinrich Himmler durant aquests dies.
El 10 de maig de 1945, es va presentar agonitzant a l'hospital de Mürwik usant el nom de Sonnemann. Es va expedir un certificat de mort a Glücks on es dona com a motiu de defunció el de suïcidi per càpsula de cianur ("Vergiftung durch Cyankali") a les 3:00 pm, signat pel Dr Lorentzen, Oficial Superior de la Marina, que dona com a lloc de la mort l'Hospital de la Marina Mürwik II. Les pertinences de Glücks van ser retirades de l'hospital per l'SS Sturmbannführer Ecklemann, que el va descriure com un "Cap financer de la WVHA" i va ser detingut als pocs dies i enviat al camp de concentració de Neuengamme, per part de la intel·ligència nord-americana.

## Glücks en la ficció
Sempre es va especular amb el destí de Richard Glücks després de la guerra. En la novel·la fictícia The Odessa File de Frederick Forsyth, s'identifica Glücks vivint a l'Argentina en la dècada dels seixanta amb el nom de Ricardo Suertes ("Glück" en alemany vol dir "sort").